# البعثة العلمانية الفرنسية

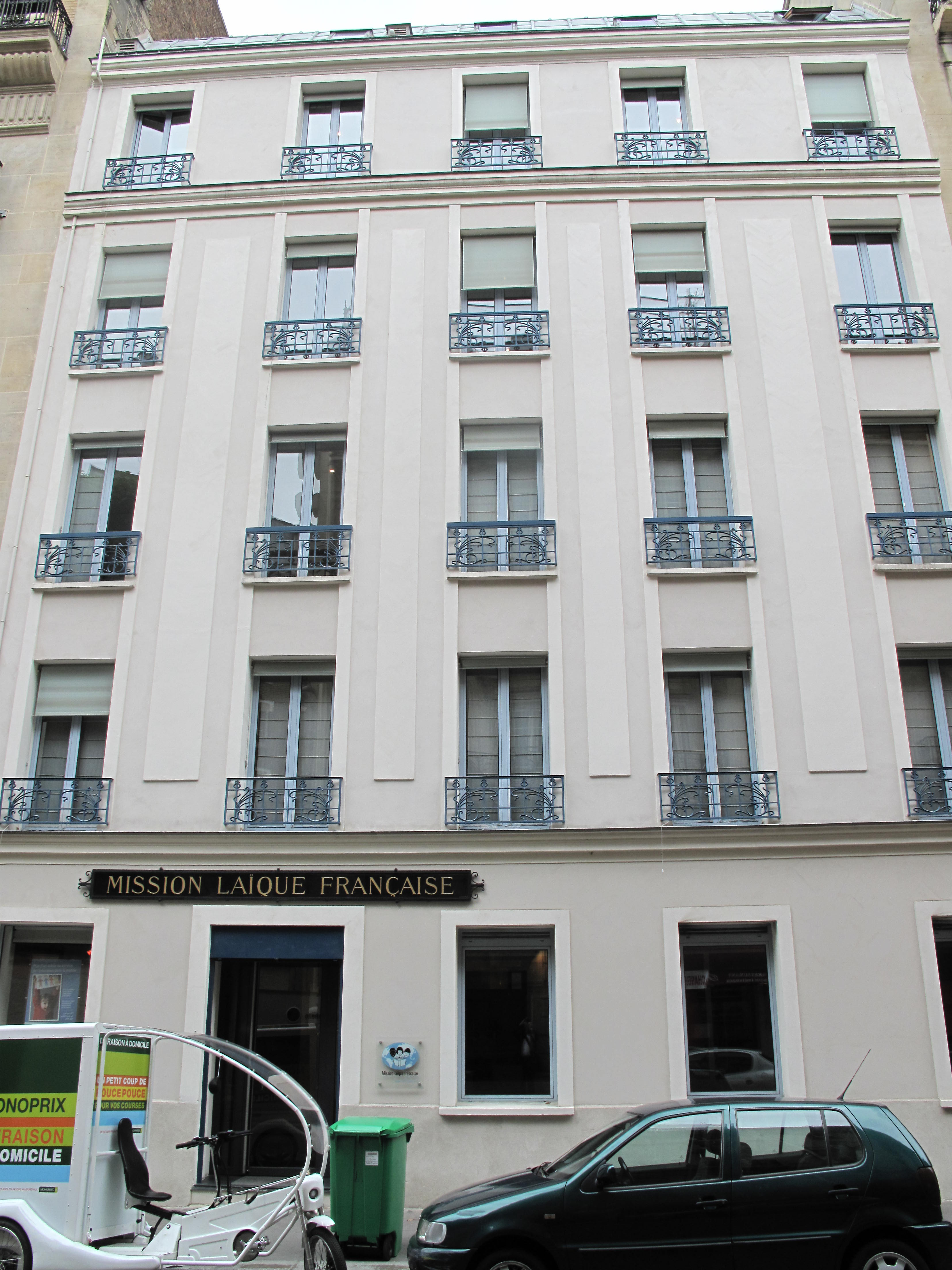
البعثة العلمانية الفرنسية-مبنى 9 شارع همبلو، الحي الخامس عشر بباريس في فرنسا.

البعثة العلمانية الفرنسية (بالفرنسية: Mission laïque française)‏: هي إحدى مؤسسات قانون 1901، وهي مؤسسة غير ربحية، تأسست في عام 1902، ومعترف بدورها الاجتماعي العام. هدفها نشر اللغة والثقافة الفرنسية خارج فرنسا عن طريق التعليم.

## وصلات خارجية
- الموقع الرسمي